# Václav Jerošek
Václav Jerošek (* 14. Mai 1993) ist ein tschechischer Grasskiläufer. Er fährt seit 2008 im Weltcup und nahm 2011 erstmals an einer Weltmeisterschaft teil.

## Karriere
Nach einigen Erfolgen in Nachwuchsrennen und im Tschechien-Cup nahm Václav Jerošek Ende Juni 2008 in Traisen erstmals an FIS-Rennen teil. Am 6. Juli desselben Jahres gab er in Čenkovice sein Weltcupdebüt. Er belegte in diesem Slalom als Vorletzter den 20. Platz und gewann damit seine ersten Weltcuppunkte, womit er in der Gesamtwertung der Saison 2008 auf Rang 50 kam. Im weiteren Verlauf des Jahres nahm er nur noch an Rennen des Tschechien-Cups teil. Die nächsten beiden Weltcupstarts folgten im Juli 2009 wieder in Čenkovice. Er wurde diesmal im ersten Slalom disqualifiziert und konnte sich im zweiten nicht für den Finaldurchgang der besten 30 qualifizieren, womit er in der Saison 2009 ohne Weltcuppunkte blieb. Bei der Juniorenweltmeisterschaft 2009 im tschechischen Horní Lhota u Ostravy erzielte er Platzierungen im hinteren Mittelfeld, sein bestes Ergebnis war der 16. Platz im Riesenslalom. Im Sommer 2010 fuhr Václav Jerošek in mehreren FIS-Rennen unter die schnellsten 20. Bei seinem einzigen Weltcuprennen der Saison 2010, dem Slalom in Faistenau, konnte er sich nicht für den zweiten Durchgang qualifizieren, weshalb er das zweite Jahr in Folge ohne Weltcuppunkte blieb. Erst im zweiten Weltcuprennen der Saison 2011, der Super-Kombination von Olešnice v Orlických horách am 2. Juli, gewann er mit Rang 14 zum zweiten Mal in seiner Karriere und erstmals seit drei Jahren wieder Weltcuppunkte. Sein erstes Top-10-Ergebnis und bislang bestes Weltcupergebnis erreichte er am 7. August 2011 mit Platz sechs im Slalom von Předklášteří. Im Gesamtweltcup erzielte er 2011 den 22. Rang. Bei der Juniorenweltmeisterschaft 2011 in Goldingen verfehlte Jerošek als Vierter des Slaloms und der Kombination zweimal nur knapp die Medaillenränge. Den Super-G und den Riesenslalom beendete er jeweils an zwölfter Position. Bei der zugleich ausgetragenen Weltmeisterschaft wurde er 17. in der Super-Kombination und 28. im Riesenslalom. In Slalom und Super-G startete er nicht.
In der Saison 2012 fuhr Jerošek in drei FIS-Rennen und in zwei Weltcuprennen unter die schnellsten zehn. Im Weltcup waren dies die Plätze sieben im Slalom von Rettenbach und acht im Slalom von Předklášteří. Im Gesamtweltcup verbesserte er sich damit auf den 17. Rang. Bei der Juniorenweltmeisterschaft 2012 in Burbach belegte Jerošek meist Platzierungen im guten Mittelfeld. Sein bestes Ergebnis war der sechste Rang im Slalom.

## Erfolge

### Weltmeisterschaften
- Goldingen 2011: 17. Super-Kombination, 28. Riesenslalom

### Juniorenweltmeisterschaften
- Horní Lhota u Ostravy 2009: 16. Riesenslalom, 21. Slalom, 24. Super-Kombination, 26. Super-G
- Goldingen 2011: 4. Slalom, 4. Kombination, 12. Riesenslalom, 12. Super-G
- Burbach 2012: 6. Slalom, 9. Super-Kombination, 11. Super-G, 15. Riesenslalom

### Weltcup
- 3 Platzierungen unter den besten zehn